# Félix Quilici
Félix Quilici (1909-1980) est un ethnomusicologue français spécialiste du domaine vocal en Corse.

## Biographie
Félix Quilici est né à Bastia le 25 mars 1909 dans une famille de la moyenne bourgeoisie. Son père est pharmacien originaire de Soveria. 
En 1915 il débute au violon puis vient suivre au Conservatoire de Paris l’enseignement d’Édouard Nadaud et de Maurice Vieux (alto). En 1933 il reçoit le premier prix du Conservatoire en 1933 et est soliste à l’Orchestre national où il fera toute sa carrière d'instrumentiste, et prend sa retraite en 1974.
En 1949 il fonde la chorale "A Cirnea" qui donne son premier concert la même année au Théâtre Sarah Bernhardt à Paris. Dans les années 1950, "A Cirnea" publie plusieurs disques, dont le deuxième, Évocation de la Corse, obtient en 1956 le Grand prix de l’Académie du disque français.
Le 29 août 1980 Félix Quilici succombe des suites d’un accident de voiture survenu dans les environs de Bastia.
Il avait auparavant exprimé le souhait que les collectes réalisées entre 1960 et 1963 soient déposées à la Phonothèque nationale. Respectant sa volonté, ses enfants signaient le 30 juin 1981 une convention de cession de phonogrammes avec la Bibliothèque nationale de France.

## Musicologue
C'est son œuvre d'ethnomusicologue qui va le conduire à la notoriété. Dès 1948 Félix Quilici, qui parle corse et est à l'aise avec la population, est le membre actif de la première mission ethno-linguistique organisée en Corse par le Musée national des arts et traditions populaires sous la direction de Paul Arrighi, professeur à la faculté des lettres d’Aix et directeur du Centre d’ethnographie corse. Félix Quilici recueille 211 phonogrammes déposés à la phonothèque du Musée.
Toujours en 1949 il dirige une seconde mission en Corse, organisée à l’initiative de la Radiodiffusion française. 200 phonogrammes sont enregistrés par Félix Quilici et déposés à la phonothèque de l’ORTF (en 2019 la phonothèque de l’INA). Il en est également tiré huit émissions radiophoniques. C'est lui qui découvre les voix d'hommes de Rusio et Charles Rocchi.
En 1960 il assure pour le CNRS une troisième mission en Corse. Celle-ci est parrainée par François Lesure du Département de la musique de la Bibliothèque nationale, et dirigée par Jacques Chailley, professeur à Paris IV. Ce dernier dirige par ailleurs la thèse qu’entreprend Félix Quilici la même année. Cette mission sera renouvelée en 1961, 1962 et 1963.
De ces dernières missions, Félix Quilici rapporte 130 phonogrammes, soit 628 documents.
L’ensemble déposé constitue un témoignage exceptionnel de la richesse de la musique corse de tradition orale : paghjelle, lamenti, chants religieux, berceuses, complaintes… Une sélection en fut éditée en 1982 par la Bibliothèque nationale.

## Collecte
L'ensemble des chants populaires, documents sonores et thèmes musicaux recueillis par Félix Quilici sont conservés dans des dépôts publics :
- Institut national de l'audiovisuel
- Bibliothèque nationale de France
- Musées divers

## Sonorisation
Plusieurs émissions sur FR3 Corse, dont http://mareterraniu.com/?p=Documentaires&i=5&v=42&t=Felix-Quilici-l-homme-a-l-ecoute